# Trucksystem

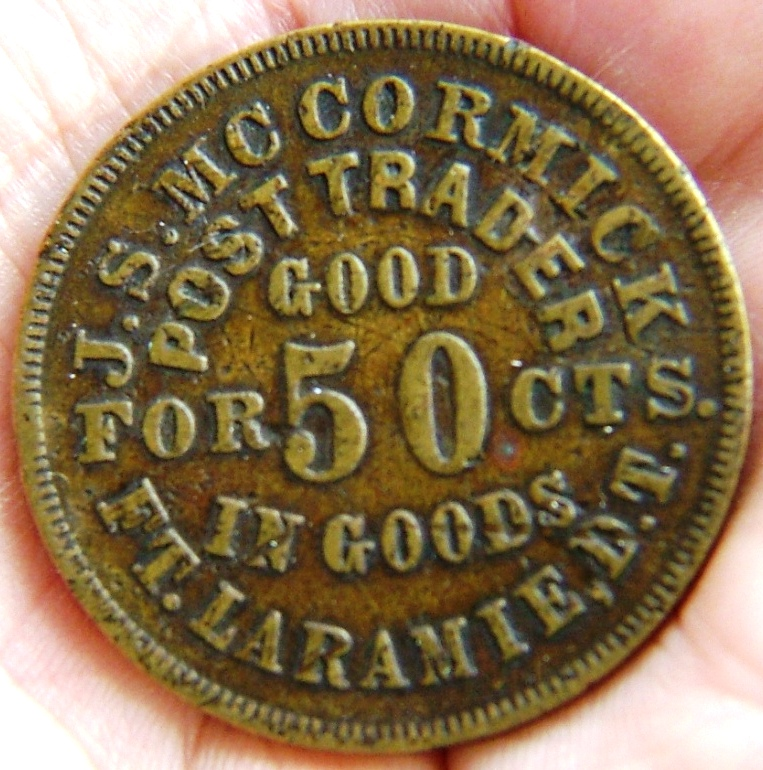
Trucksystemsmynt från Fort Laramie i det tidigare Dakotaterritoriet i USA.

Ett trucksystem är ett system där löntagare får betalt i olika krediter som enbart kan användas i vissa affärer, ofta företagsägda affärer. Kännetecknar ofta länder som nyligen har börjat industrialiseras, och förekommer ofta i isolerade samhällen såsom vissa bruksorter.

## Ursprung
Engelska kolgruveägare kom på idén med att betala ut gruvarbetarnas löner månadsvis och under tiden fick de förskott varje vecka i form av varor i gruvägarnas egna butiker "tommy-shop" som hade högre priser och ofta sämre kvalité än övriga butiker.
Trucklagen ("Truck law") i England antogs 1831, som gjorde det olagligt att betala ut lönen i rekvisitioner. Nu kom det dock att fortleva i andra former, som genom att till exempel vävare fick det mesta i kontant utbetald lön och resten, till exempel undermåligt tyg till för högt värde. Tog inte vävaren emot detta, så fick han vänta på ny varp några veckor, medan de som godtog varorna fick varp genast. Att göra så här sågs inte som något brott mot Trucklagen, utan var endast en överenskommelse mellan arbetsgivare och arbetstagare.
1847 avskaffades Trucksystemet helt i England och på 1860-talet i Tyskland. I Sverige väcktes frågan om förbud första gången i Sveriges riksdag 1896 av Sven Adolf Hedin, och Sveriges socialdemokratiska arbetareparti hade flera gånger en punkt i partiprogrammet, till exempel 1897, 1905, 1911 och 1934, om att detta skulle förbjudas även där. Någon lag om förbud kom inte, utan Trucksystemet försvann av sig själv, men fanns kvar längst i Bergslagens brukssamhällens bruksbodar. Framför allt anses Konsum, bland annat med sina moderna självbetjäningsbutiker under 1930-talet, ha bidragit till att systemet med bruksägda handelsbodar slutligen så gott som helt försvann.

### Fotnoter
1. ↑  ”Trucksystem”. Nordisk familjebok. 27 februari 1920. https://runeberg.org/nfcj/0042.html. Läst 8 oktober 2017.
2. ↑  ”Socialdemokratins program 1897 till 1990”. Arbetarrörelsens arkiv och bibliotek. 27 februari 2001. http://www.arbark.se/pdf_wrd/partiprogram_pdf.pdf. Läst 8 oktober 2017.